# Jerzy Masztaler
Jerzy Masztaler (ur. 27 listopada 1946 w Ostródzie, zm. 13 sierpnia 2011) – polski piłkarz i trener. 

## Życiorys
Brat Bohdana Masztalera.
Był absolwentem wrocławskiej Wyższej Szkoły Wychowania Fizycznego.
Jako piłkarz występował na pozycji pomocnika w takich klubach jak: Warmia Olsztyn i Odra Wrocław.